# 神戸ドールミュージアム
神戸ドールミュージアム（こうべドールミュージアム）は、アンティークビスクドールとオートマータの歴史と文化情報発信を目的に2002年に開館した。
2020年7月より兵庫県神戸市中央区三宮町から、神戸市垂水区に移転し、神戸時計デザイン博物館と統合。
世界的にも珍しい、唯一無二の3館ミュージアム。神戸ドールミュージアム /神戸時計デザイン博物館/絵葉書資料館の3館がある。
藤野直計氏の個人コレクションを基礎にする小規模な博物館であるが、ジュモー、ブリュなどのビスクドールを中心に貴重なドールを多数所蔵する。系統的な展示が行われている常設展とともにユニークな企画展も随時開催されている。

## 施設
- アンティークビスクドール展示フロア
- オートマータ展示フロア
- ビデオコーナー
- ドールハウスコーナー
- セルロイド、キュピー、シュタイフコーナー

## 所在地
- 〒650-0012 神戸市垂水区歌敷山1丁目7-20

## 交通アクセス
- 山陽電鉄霞ケ丘駅より徒歩7分
- JR垂水駅西口より山陽バス1系統愛徳学園前下車徒歩3分
- JR垂水駅西口よりタクシー1メーター
- 車では：第2神明高丸インターより舞子方面へ約7分
- 車では：国道2号線霞ヶ丘南交差点北へ約4分

## 関連書籍
- 「神戸ドールミュージアム―時のロマンを越えた人形たち」藤野 直計 （著）マリア書房